# Осинники (Гомельская область)
Осинники (бел. Асіннікі) — деревня в Заболотском сельсовете Рогачёвского района Гомельской области Беларуси.

## География

### Расположение
В 12 км на юго-запад от районного центра и железнодорожной станции Рогачёв (на линии Могилёв — Жлобин), 133 км от Гомеля.

## Транспортная сеть
Транспортные связи по просёлочной, затем автомобильной дороге Бобруйск — Гомель. Планировка состоит из прямолинейной меридиональной улицы, застроенной двусторонне, деревянными усадьбами.

## История
Основана в начале XX века переселенцами из соседних деревень. Наиболее активная застройка велась в 1920-е годы. В 1931 году жители вступили в колхоз. Во время Великой Отечественной войны 11 жителей погибли на фронте. Согласно переписи 1959 года в составе колхоза имени М. И. Калинина (центр — деревня Заболотье). В 1966 году к деревне присоединён посёлок Весёлое.

## Население

### Численность
- 2004 год — 23 хозяйства, 35 жителей.

### Динамика
- 1925 год — 19 дворов.
- 1959 год — 130 жителей (согласно переписи).
- 2004 год — 23 хозяйства, 35 жителей.